# Ізідор Кюршнер
Ізідор Кюршнер (угор. Kürschner Izidor; 23 березня 1885, Будапешт — 13 жовтня або 8 грудня 1941, Ріо-де-Жанейро) — угорський футболіст і тренер єврейського походження. У Бразилії був відомим під ім'ям Дорі Крушнер (порт.-браз. Dori Kruschner).

## Кар'єра
Ізідор Кюршнер розпочав кар'єру в 1904 році в клубі МТК. Він грав у клубі на місці лівого захисника та півзахисника, провівши 106 матчів з трьома забитими голами . Він виграв з клубом два чемпіонати Угорщини та три кубки країни. Також гравець виступав за збірну Угорщини, де дебютував 6 жовтня 1907 у матчі з Австрією, в якому його команда програла з рахунком 3:5. Загалом за національну команду Кюршнер провів 5 зустрічей.
У 1918 році він почав тренерську кар'єру, очоливши МТК . Наступного року Кюршнер поїхав до Німеччини, очоливши « Штутгартер Кікерс», де пропрацював два сезони. Під час першого сезону переміг у чемпіонаті Вюртемберга. У 1921 Ізідор став головним тренером «Нюрнберга» і зміг привести клуб до виграшу в чемпіонаті Німеччини . Після закінчення сезону Кюршнер став головним тренером «Баварії». Після вильоту мюнхенців зі стадії плей-офф південно-німецького чемпіонату, Ізідора знову найняв «Нюрнберг», з яким він пропрацював частину сезону. Ізідор вивів клуб у фінал першості, але там команда зіграла двічі внічию з « Гамбургом». Другий матч було зупинено через те, що у Нюрнберга залишилося на полі 7 гравців, а чемпіоном було визнано «Гамбург». Але Гамбург відмовився від титула, невдоволений таким «нечесним» завершенням гри. У наступному сезоні угорець очолював клуб Айнтрахт, з яким виграв регіональний чемпіонат.
У 1923 році Кюршнер поїхав до Швейцарії, де очолив «Нордштерн», ставши першим штатним тренером в історії команди. Тоді ж він став частиною тріумвірату головних тренерів збірної Швейцарії разом із Джиммі Гоганом та Тедді Даквортом. Ці тренери повинні були підготувати та очолити команду на Олімпіаді в Парижі. На Олімпіаді швейцарці дійшли до фіналу, де програли Уругваю з рахунком 0:3. Потім Ізідор повернувся до Німеччини, де пропрацював із клубом «Шварц-Вайс». У 1925 році Кюршнер став головним тренером «Грассгоппера». Він виграв з командою три чемпіонати і чотири Кубки Швейцарії, ставши на той момент найуспішнішим тренером в історії команди. Потім він невеликий проміжок часу очолював «Янг Бойз».
У 1931 році Кюршнер допоміг зберегти клуб «Аустрія», який знаходився на межі банкрутства. Угорський емігрант Бекски попросив допомоги у Кюршнера, який мав чудові стосунки з президентом «Грассгоппера», який був власником фабрики Ешером. Угорський тренер переконав промисловця надати велику безвідсоткову позику «Аустрії», яка допомогла б клубу зберегти своє існування. Сама «Аустрія» змогла швидко за два роки віддати цей борг.
У березні 1937 року Кюршнер приїхав до Бразилії, де місяцем пізніше став головним тренером « Фламенго». У цій команді він модернізував чепменівську систему гри 2-3-5 на 3-2-2-3, яка була успішно використана головним тренером збірної Бразилії Адемаром Піментою на чемпіонаті світу, де бразильці стали бронзовими призерами. Цей період у роботі Ізідора був сповнений критики з боку помічника головного тренера Флавіо Кости та низки гравців, які не хотіли бачити європейця своїм наставником. Сам тренер був звільнений після поразки клубу, завданої командою «Васко да Гама» 4 вересня 1938 року. У 1939 році Ізідор очолив «Ботафого», яким керував один сезон. Тоді ж він захворів на якусь вірусну інфекцію, внаслідок якої помер у 1941 році . Похований на цвинтарі Святого Іоанна Хрестителя в Ріо-де-Жанейро.
Вже після смерті Кюршнера Коста, який відкрито критикував Ізідора, модернізував схему угорця, назвав її WM і успішно використовував багато років. Більше того, Коста після одного з товариських матчів, в якому його команда обіграла один з угорських клубів з рахунком 5:0, сказав: «Перевага наших знань пов'язана з нашим колишнім тренером, вашим Дорі Кюршнером» .

## Статистика
Статистика виступів у збірній:
| № | Дата             | Місце проведення | Суперник  | Рахунок | Голи | Турнір           |
| 1 | 6 жовтня 1907    | Прага            | Богемія   | 3:5     | —    | Товариський матч |
| 2 | 3 листопада 1907 | Будапешт         | Австрия   | 4:1     | —    | Товариський матч |
| 3 | 1 січня 1911     | Париж            | Франция   | 3:0     | —    | Товариський матч |
| 4 | 8 січня 1911     | Цюрих            | Швейцария | 0:2     | —    | Товариський матч |
| 5 | 7 травня 1911    | Вена             | Австрия   | 1:3     | —    | Товариський матч |

## Досягнення

### Як гравець
- Чемпіон Угорщини (2): 1904, 1908
- Володар Кубка Угорщини (3): 1910, 1911, 1912

### Як тренер
- Чемпіон Німеччини (1): 1921
- Чемпіон Швейцарії (3): 1927, 1928, 1931
- Володар Кубка Швейцарії (4): 1926, 1927, 1932, 1934